# D-Pad Hero
D-Pad Hero — музыкальная игра, разработанная инди-разработчиками Кентом Хансеном и Андреасом Педерсеном и выпущенная 1 февраля 2009 года для платформы Nintendo Entertainment System. Сиквел D-Pad Hero 2 выпущен 15 мая 2010 года.

## Геймплей
D-Pad Hero — музыкальная игра. Геймплей D-Pad Hero похож на геймплей серии игр Guitar Hero. Ноты падают с верхней части на нижнюю часть экрана, синхронизируются с музыкой. По достижении порогового уровня игроки нажимают кнопки на контроллере, которые соответствуют ноте. Если игрок нажимает правильную последовательность кнопок в нужный момент, гитарная дорожка в песне будет продолжать двигаться. Если нота пропущена, гитарная дорожка будет стоять, пока игрок не ударит по соответствующей кнопке. Есть также и режим прослушивания, который позволяет пользователю просто слушать песню и смотреть за порядком нот. В D-Pad Hero задействованы 2 кнопки для игры, а в сиквеле — 5. Кроме того, в D-Pad Hero 2 кроме нот появляются черепа, на которые нажимать не следует, замедление-часы и т. д.

## Список песен

### D-Pad Hero[3]
- Guns 'n' Roses — Sweet Child O' Mine
- Daft Punk — Harder, Better, Faster, Stronger
- a-Ha — The Swing of Things
- Michael Jackson — The Way You Make Me Feel

### D-Pad Hero 2[3]
- Megadeth — Countdown to Extinction (в игре как Deth Man)
- Queen — I Want to Break Free (в игре как Break Man)
- Åge Aleksandersen — Levva Livet (в игре как Live Man)
- Elvis Presley — Burning Love (в игре как Love Man)
- Led Zeppelin — The Ocean (в игре как Led Man)
- Музыка из Castlevania II: Belmont’s Revenge (Game Boy) (в игре как Whip Man)[4]

## Прием
Игра освещалась в сайтах и изданиях Tiny Cartridge, Kotaku, и Destructoid, который назвал её лучшей игрой, чем Guitar Hero World Tour.
Игра не выходила на картриджах, но можно скачать её ROM.